# Zdeněk Kratochvíl (podnikatel)
Zdeněk Kratochvíl je český podnikatel spojený se skupinou ICOM transport, která provozuje autobusovou a kamionovou dopravu.

## Role ve firmě ICOM
Firmu začal budovat v 90. letech na základě národního podniku Československá státní automobilová doprava. V roce 2004 předal řízení společnosti svým dcerám Evě a Kateřině Kratochvílovým, v roce 2020 se pak oficiálně vrátil do pozice ve vedení této společnosti, kterou řídí společně se svojí dcerou Kateřinou. Na začátku roku 2021 zde působil jako místopředseda představenstva a jako generální ředitel, Kateřina Kratochvílová působí v roli předsedkyně představenstva. V žebříčku nejbohatších Čechů dle časopisu Forbes byla jeho dcera s rodinou zařazena s majetkem 3 mld Kč na 78. místo.

## Kauza ICOM a omilostnění
Byl jedním z lidí vyšetřovaných v souvislosti s kauzou tunelování společnosti ICOM prostřednictvím struktury bahamských společností, nicméně kvůli své duševní nemoci byl v roce 2008 omilostněn tehdejším prezidentem Václavem Klausem a také rozsudek Nejvyššího soudu potvrdil, že není schopen soudní řízení kvůli své nemoci chápat. S duševními nemocemi se v průběhu případu potýkali ještě další dva obžalovaní. Jeho dcera Kateřina Kratochvílová byla soudem osvobozena.
V letech 2014 a 2015 pak byla společnost ICOM Transport jedním z největších sponzorů Institut Václava Klause, díky čemuž se Zdeněk Kratochvíl stal středem kontroverze ohledně možného spojení mezi tímto sponzoringem a jeho vztahy s Václavem Klausem v době, kdy byl prezidentem.
V roce 2025 se podnikatel Kratochvíl objevil na startu kampaně koalice SPOLU a premiéra Fialy se ptal na stav země.